# Jerónimo Morales Neumann
Jerónimo Morales Neumann (Godoy Cruz, 3 giugno 1986) è un ex calciatore argentino, di ruolo attaccante.

## Caratteristiche tecniche
È una seconda punta che può giocare anche ai lati di un tridente.